# Plonjon

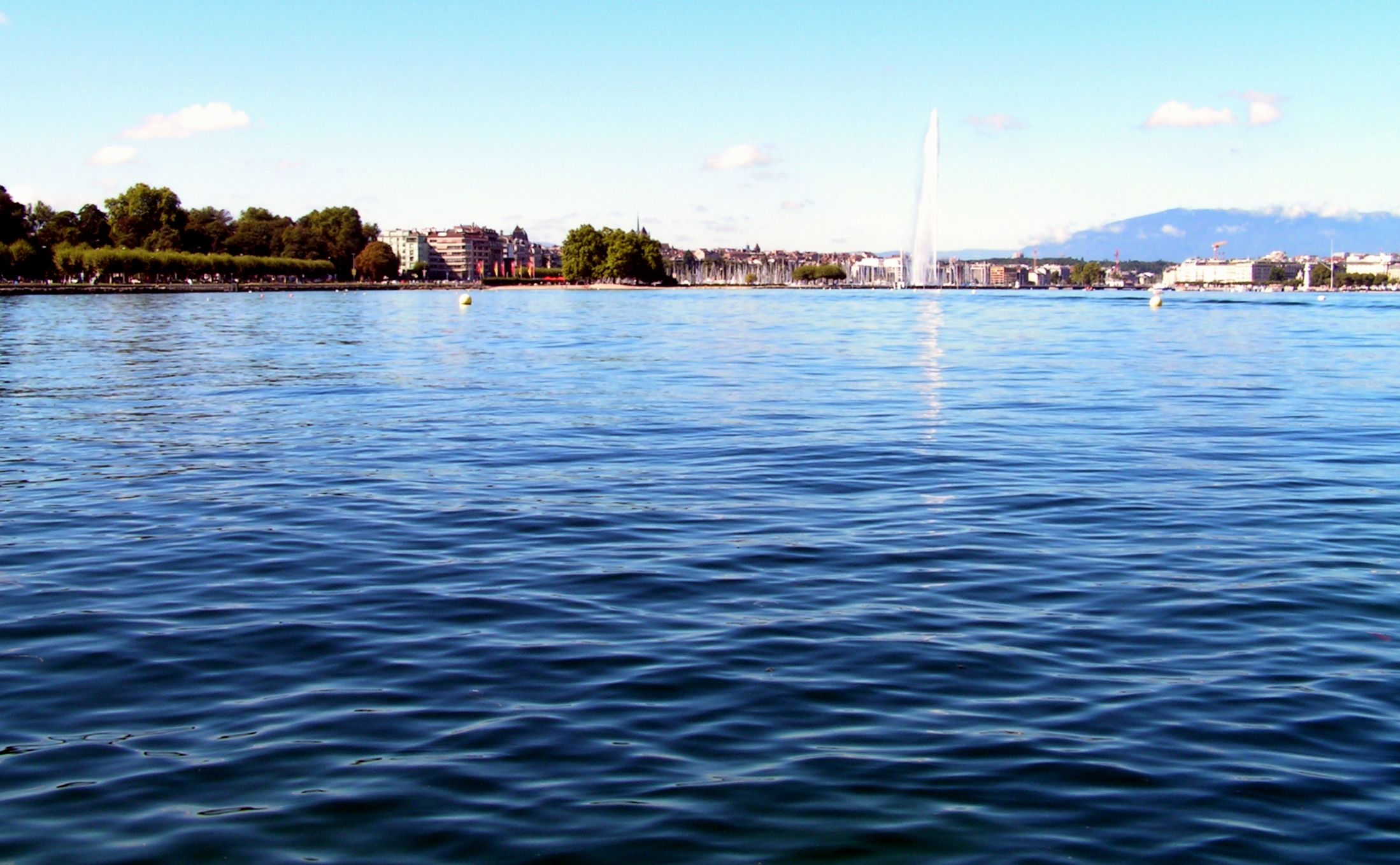
Le site du Plonjon au large du quai Gustave Ador, à gauche. Il est localisé entre le débarcadère des Eaux-Vives, en arrière-plan, et le Port Noir. Le Plonjon est situé tout à droite sur cette photo.

Plonjon est le nom d'un site palafittique préhistorique de Suisse couvrant une période allant du Néolithique au Bronze final, situé sur les rives du lac Léman, sur la commune de Genève, dans le canton de Genève.

## Description
Immergé au large du quai Gustave Ador, le site a une dimension d'environ 256 x 55 mètres à la limite nord du haut-fond de la rade de Genève. Ce haut-fond est nommé le « Banc de Travers », il était à l'époque sur terre ferme en raison du niveau du lac situé alors à 368 mètres au-dessus du niveau de la mer. Les pieux sont disposés parallèlement au haut-fond.

## Historique
Le site est mentionné en 1854 par Hippolyte-Jean Gosse qui découvre que le site fait partie d'un ensemble plus vaste s'étendant des Paquis aux Eaux-Vives, jusqu'à l'île. En 1921, profitant du niveau bas du lac en raison d'une sécheresse exceptionnelle, l'archéologue cantonal Louis Blondel procède au relevé précis des sites immergés. On dénombre alors 1 583 pieux sur le site du Plonjon. De nouvelles observations ont lieu en hiver 1985.

## Vestiges
De 2009 à 2013, cette station archéologique a fait l'objet d'une étude systématique menée par l'université de Genève. D'après le matériel récolté dès 1854 dans la rade, les quatre périodes d'occupation littorale connues sur les rives du Léman et celles de la plupart des lacs du Plateau suisse sont représentées. Le Néolithique moyen est attesté par des outils en silex et des haches en pierre polie de forme caractéristique. Le Néolithique final est lui aussi présent avec des objets en silex turonien importé du Grand-Pressigny ainsi que des haches en roche verte polie typique de cette culture. Le Bronze ancien n'est guère illustré que par quelques rares objets en bronze.
La période la plus richement documentée est celle du Bronze final, dont on a retrouvé des milliers d'objets en bronze (outils, armes et parures), des tessons de céramique, et surtout l'ensemble des éléments architecturaux retrouvés et datés par dendrochronologie. Fin 2011, un total de 1485 éléments de bois ont été prélevés et les résultats d'étude portent sur 1014 échantillons traités et analysés par le Laboratoire romand de dendrochronologie de Moudon. Le chêne est la principale essence représentée. Les résultats d'analyse montrent que le site de Plonjon a été occupé de manière quasiment continue sur une période de deux siècles, entre 1060 et 858 av. J.-C..

## Bois anciens
Sous les couches archéologiques du Bronze final, on a découvert des bois bien antérieurs à l'établissement palafittique. Il s'agit de quatre troncs couchés, deux ormes et deux érables, remarquablement conservés car recouverts d'un fin sédiment sableux. Le plus long de ces bois présente des traces d'émondage, ce qui signifie que les branches ont été régulièrement coupées, vraisemblablement pour constituer des réserves de fourrage pour l'hiver, comme cela s'est pratiqué encore très longtemps dans les campagnes. Les dates d'abattage de ces bois ont été établies par dendrochronologie, entre 2192 et 2366 av. J.-C..      

## Protection
Le site est classé comme bien culturel d'importance nationale.